# Bầu cử Đặc khu trưởng Hồng Kông 2017
Tuyển cử Đặc khu trưởng Hồng Kông năm 2017 được tổ chức vào ngày 26 tháng 3 năm 2017 để bầu lên nhiệm kỳ thứ năm của Trưởng quan hành chính Hồng Kông (CE) − chức vụ cao nhất của Khu hành chính đặc biệt Hồng Kông (HKSAR). Với 777 số phiếu nhận được từ Ủy ban Bầu cử gồm 1.194 ủy viên, cựu Ty trưởng Ty Chính vụ Lâm Trịnh Nguyệt Nga đã đánh bại cựu Ty trưởng Ty Tài chính Tằng Tuấn Hoa và vị thẩm phán đã về hưu Hồ Quốc Hưng.
Hai ứng cử viên hàng đầu, Lâm và Tằng, nổi lên sau khi Đặc khu trưởng đương nhiệm Lương Chấn Anh bất ngờ tuyên bố sẽ không tranh cử nhiệm kỳ thứ hai. Cả hai trước đó đều giữ chức trong chính phủ. Mặc dù dẫn đầu trong các cuộc thăm dò, nhưng ông Tằng vẫn phải vật lộn để nhận được đề cử từ các cử tri phe thân Bắc Kinh và phải phụ thuộc nhiều vào phe dân chủ. Với sự ủng hộ từ Văn phòng Liên lạc Hồng Kông thuộc chính phủ nhân dân trung ương, Lâm đã thu hút được 580 đề cử, gần một nửa trong Ủy ban Bầu cử và chỉ còn thiếu 21 phiếu để giành chiến thắng trong cuộc bầu cử cuối cùng, trong khi Tằng và Hồ chỉ lần lượt nhận được 165 và 180 đề cử, hầu hết đến từ trận doanh dân chủ bao gồm khoảng 320 thành viên.
Kết quả là Lâm Trịnh Nguyệt Nga đã nhận được 777 phiếu từ các cử tri, vượt qua 365 phiếu của Tằng và 21 phiếu của Hồ, cao hơn số phiếu của Lương Chấn Anh (689 phiếu) trong cuộc bầu cử vừa qua, trở thành nữ Trưởng quan hành chính Hồng Kông đầu tiên.